# Mathis der Maler
Mathis der Maler (en alemany, Maties el pintor) és una òpera en set escenes amb llibret i música del compositor Paul Hindemith, que fou estrenada el 28 de maig de 1938 a l'Òpera de Zúric. L'any 1934 Paul Hindemith va estrenar la Simfonia Maties el pintor, composta per diferents parts extretes de la mateixa òpera.

## Origen i context
La misteriosa vida del creador de l'extraordinari retaule d'Issenheim. Hindemith l'identifica amb el pintor Mathis, que des de 1511 va estar treballant al servei de l'arquebisbe de Magúncia. En la història de l'art, l'autor del retaule d'Issenheim es diu Matthias Grünewald o Mathis Gothart-Nithart. Sembla que va viure entre 1460 i 1528. La seva persona i la seva obra romangueren quasi per complet en la foscor, fins al punt de què el 1528 l'emperador alemany no coneixia el nom del creador del retaule d'Issenheim. Només en els últims temps s'ha pogut esbrinar quelcom més d'aquest mestre genial.
Hindemith demostra de forma convincent la seva qualitat com a poeta i com dramaturg. Crea un bigarrat quadre d'època al redòs de la figura de l'artista i el seu conflicte en temps turbulents. Però a més va donar forma a destins humans que ens commouen.

## Representacions
En el temps d'aquesta composició, Hindemith i la seva música eren cada vegada més atacats en el Tercer Reich. Està relacionat l'estat d'ànim i l'actitud de Hindemith en aquella crítica època amb el tema de l'òpera. Tracta els profunds conflictes de l'època i la seva repercussió en la vida i en l'obra de l'home i de l'artista conscients de la seva responsabilitat, lluita amb ell mateix i amb el món que l'envolta, que, aparentment encegat, trontolla vers l'abisme. Era evident que semblant obra no podia representar-se en l'Alemanya de l'època. Però a Suïssa sí que era possible i Mathis der Maler s'estrenà en Stadttheater de Zúric el 28 d'abril de 1938, dirigida per Robert Denzler. Mathis der Maler és una de les poques òperes d'aquesta difícil època que ha sobreviscut.
No arribaria a Alemanya fins al 13 de desembre de 1946 a l'Staatstheater de Stuttgart. El 14 d'octubre de 1956, es va reconstruir el Schauspiel Köln a Colònia amb una interpretació de gala de l'òpera. Els dies 9 i 11 de març de 1939 l'òpera Mathis der Mahler es va representar a Amsterdam, dirigida per Karl Schmid-Blosz, director de l'Òpera de Zúric. Al mateix temps, el Rijksmuseum Amsterdam va realitzar una exposició documental de la pintura La petita crucifixió i dos dibuixos de Mathias Grunewald propietat de Franz Koenigs. L'estrena britànica va tenir lloc a Edimburg el 29 d'agost de 1952, i es va oferir per primera vegada als Estats Units el 17 de febrer de 1956, a la Boston University, dirigida per Sarah Caldwell.
A Catalunya es va estrenar al Gran Teatre del Liceu de Barcelona el 20 de gener de 1994. Va ser l'última òpera que s'hi representà abans de l'incendi del teatre el 31 de gener de 1994; dos dies abans, el 29 de gener, hi havia tingut lloc la funció corresponent, on curiosament, una escena presentava la crema d'uns llibres amb foc real a l'escenari que va suscitar comentaris entre el públic sobre les possibilitats que pogués provocar-s'hi un incendi.

## Argument

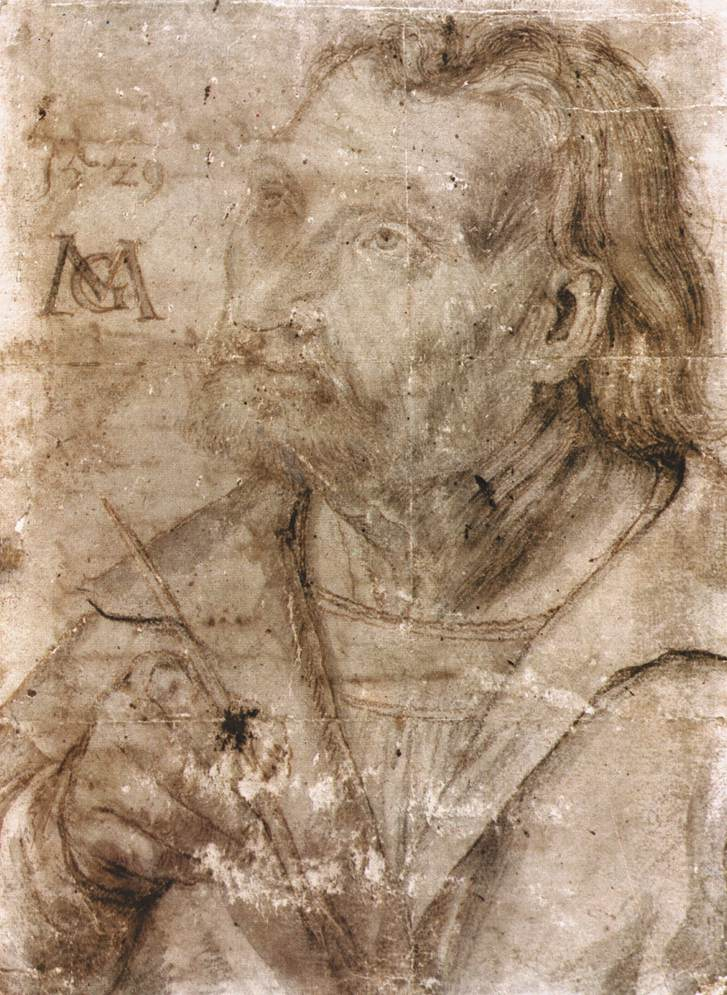
Grunewald (autoretart)

Lloc i època: Magúncia, a Königshofen, en el castell de Martinsburg i a Odenwald, vers els anys 20 del segle xvi, durant la guerra dels camperols (1524-1525). L'última escena passa uns anys més tard.
Com a preludi s'utilitza el Concert de l'Àngel, conegut també a les sales de concerts com a Suite simfònica de Maties el pintor. Ens porta a l'atmosfera dels últims anys de l'edat mitjana i al món del gran pintor Mathis o Matthias Grünewald (mort el 1528), del qual el retaule d'Isenheim és considerat com una de les obres mestres de l'art mundial. Hindemith utilitza aquí una polifonia aspra amb dures dissonàncies que tenen un efecte al mateix temps antic i modern. Hi ha un ambient de profunda religiositat en aquesta peça, que es troba entre les obres musicals més importants de l'època d'entreguerres.

### Primera escena
Maties està pintant un mural en el convent dels antonians. És un calorós dia de finals de primavera. S'escolten uns forts cops a la porta: Schwalb, el cap dels camperols, ferit, i la seva filla Regina sol·liciten refugi. Mentre Schwalb dorm una estona, regina se sincera amb el vell i bondadós pintor i fins i tot li canta una breu cançó. Schwalb desperta i reprova a Maties que visqui apartat i només per al seu art en una època tan agitada i decisiva. (Hindemith expressa aquí un dels problemes més profunds de totes les èpoques, però sobretot de la seva: la responsabilitat de l'artista davant els esdeveniments socials del seu temps). Un llarg i significatiu duet enfronta a Schwalb i Maties, i en certa forma els uneix. A l'horitzó apareixen núvols de pols, els perseguidors s'acosten. El pintor ofereix als fugitius el seu cavall i, commogut per les emocionants paraules de Schwalb sobre la misèria dels camperols, li promet la seva ajuda. Les tropes que entren en el convent sota comandament de Syllvester von Schauenburg no troben els seus enemics i amenacen als monjos, que els han ajudat, i a Maties, que els fa front sense por.

### Segona escena
Aquesta escena es desenvolupa en una sala del Martinsburg de Magúncia, seu del cardenal. S'hi troben ciutadans catòlics i luterans, l'atmosfera està caldejada i ben aviat es torna hostil. L'aparició del cardenal Albrecht porta una pau passatgera. El cardenal fa de mediador entre els grups i no vol saber res de la cremada de llibres que s'ha ordenat. Malgrat tot, al final ha de seguir les ordres de Roma. Saluda amb alegria a Maties, l'art del qual valora. Schauenburg acusa el pintor d'haver auxiliat els rebels. Maties no nega res; prega al cardenal que no enviï tropes contra els camperols, inclús li demana que prengui partit per ells. Confessa que no pot seguir pintant: és com si el paralitzés el crit d'angoixa dels seus germans. Albrecht està commogut, pren Maties sota la seva protecció enfront dels seus acusadors, que volen portar-lo a la presó. Després el deslliure de llurs obligacions. Que vagi on li dicti el cor.

### Tercera escena
L'escena mostra la casa del ric Riedinger de Magúncia, en la que els seus companys de religió protestant intenten amagar llibres per salvar-los de la imminent destrucció. Malgrat tot, els camperols, que penetren en la casa, descobreixen ràpidament l'amagatall i treuen els llibres. Confidencialment s'ensenya a Riedinger una carta de Luter al Cardenal. El príncep de l'església ha de convertir el bisbat en un principat secular, contraure matrimoni i donar així l'exemple en els països alemanys. Riedinger i els seus amics consideren perfectament possible aquest canvi del cardenal liberal, sobre tot perquè un matrimoni de conveniència vindria molt bé a Albrecht, que sempre es troba amb problemes de diners. Qui podria ser la núvia? Abans de tot Ursula la filla de Riedinger.
La jove, profundament commocionada, cerca refugi en els braços de Maties, que acaba d'entrar. L'estima des de fa molt de temps, i l'any que ha estat pintant lluny d'ella no ha fet sinó enfortir els seus sentiments. Maties la refusa. És molt vell, massa vell per a ella. Ursula li'n respon que ha estat ell qui li ha ensenyat a reconèixer l'esperit i a posar-lo per sobre del seu cos. Un magnífic duet uneix la parella, mentre des del carrer penetren crits salvatges i aviat es veu la resplendor del foc: estan cremant els llibres: Maties corre envers la guerra, envers els camperols esclavitzats. Riedinger i els seus amics tornen a la casa i brinden per la victòria de la seva fe. Ursula, enmig d'una silenciosa desesperació, aixeca amb tots el seu got, però no beu. Què sóc en aquest món d'homes sinó una eina o una joguina?, havia dit poc abans.

### Quarta escena
Els camperols han conquerit, destruït i saquejat la ciutat de Königshofen. Porten al patíbul entre mofes i cruels cançons, al comte, a pesar que la seva esposa els implora per la seva vida. Apareix Maties amb una brusa bruta, angoixat i abandonat. Es dirigeix vers els caps. Potser no lluitaven per la justícia? Maties escolta indignat els seus discursos assedegats de venjança, veu com maltracten a la comtessa. Llavors porten Schwalb i Regina amb notícies: s'apropen les tropes i el primer ordena que cadascun ocupi el seu lloc. Els camperols, abans entregats a tots els excessos, prenen les armes mormolant, surten rondinant a l'encontre de l'exèrcit. Schwalb intenta inútilment aixecar-los l'ànim. Cau enmig de la lluita, els camperols fugen. La comtessa salva la vida de Maties, perquè li deu la seva. El pintor resta sol en el camp de batalla, en un gran monòleg expressa la seva profunda amargura. Quan vol prosseguir el seu camí, veu la Regina, que jeu en terra i està plorant. L'aixeca i se l'emporta amb ell.

### Cinquena escena
Aquest escena es desenvolupa en l'estudi del cardenal Albrecht. Han cridat Ursula a palau. Per salvar la seva fe està disposada a casar-se amb el cardenal. Profundament commogut, Albrecht reconeix la grandesa de la jove. Renuncia al seu sacrifici, però també al seu propi càrrec. En el futur vol viure com un eremita, per servir de veritat a Déu.

### Sisena escena
Maties i una Regina desconsolada per la mort del seu pare reposen entre els arbres de l'Odenwald. La jove vol seguir fugint, però Maties, cansat, l'adorm amb un conte sobre els àngels músics. Llavors l'escenari comença a resplendir de manera misteriosa. Maties es veu a si mateix en la figura de Sant Antoni. Davant d'ell passen visions; la comtessa Helfenstein com a símbol de la riquesa i de l'opulència; el degà de la catedral com comerciant amb la capa cremada; Ursula primer com a captaire, després com a dona fatal, finalment com a màrtir; un erudit amb la figura Capito; Schwalb amb brillant armadura de guerra; i per acabar, el cardenal Albrecht com Sant Pau.

### Setena escena
L'última escena es desenvolupa en el taller de Maties a Magúncia. Ha fet que la visió prengués forma i ha creat un retaule. Ursula està amb ell i té cura de Regina, que agonitza i s'adorm cantant suaument la cançó dels tres àngels que Maties li cantà en l'Odenwald. Durant un interludi es fa de dia. Llavors apareix Albrecht i ofereix a Maties una vegada més tot el que pot oferir-li a un artista el poder terrenal. Però, tanmateix, el pintor ha arribat al final de la seva existència. Posa les seves escasses pertinences en una arca: les coses que va estimar, el regle i el compàs, els colors i pinzells, una cadena d'or, alguns llibres; per acabar, el llibre que regalà en certa ocasió a Regina i que tornà a rebre de la moribunda. La seva obra donarà testimoni d'ell, més enllà de la mort física. L'obra acaba amb una plàcida i noble renuncia (en pianissimo).

## Anàlisi musical
És admirable en aquesta obra la utilització d'harmonies amb un so que és al mateix temps modern i medieval. Això rebel·la un parentiu estilístic molt interessant i simptomàtic. La forta inclinació del segle xx, i en especial de la tendència a la qual pertany espiritualment Hindemith, a la polifonia, al contrapunt (Tornar a Bach!), es posa a prova vers un objecte ideal. Hindemith domina les grans formes com molt pocs músics de la seva generació. Però també un compositor dramàtic de forta expressió, que encerta tant amb la mística com amb els esdeveniments concrets d'una acció escènica plena de matisos.

## Traduccions
- Traduïda a l'anglès pel compositor Felix Harold White.[6]